# Hosszúlábú sólyom
A hosszúlábú sólyom  (Falco berigora) a madarak osztályának sólyomalakúak (Falconiformes) rendjébe, azon belül  a sólyomfélék (Falconidae) családjába tartozó faj.

## Előfordulása
Ausztrália nagy részén, Indonéziában és Új-Guinea déli felén honos. A nyílt térségeket kedveli.

## Alfajai
- Falco berigora berigora
- Falco berigora centralia
- Falco berigora novaeguineae
- Falco berigora occidentalis
- Falco berigora tasmanicus

## Megjelenése
Testhossza 43-50 centiméter. A hím kisebb mint a tojó. Nagy szeme és a többi sólyomfajhoz képest hosszú lábai vannak.

## Életmódja
Kisebb emlősökkel, madarakkal, hüllőkkel és rovarokkal táplálkozik.

## Szaporodása
Más madarak elhagyott fészkében költ.

## Képek

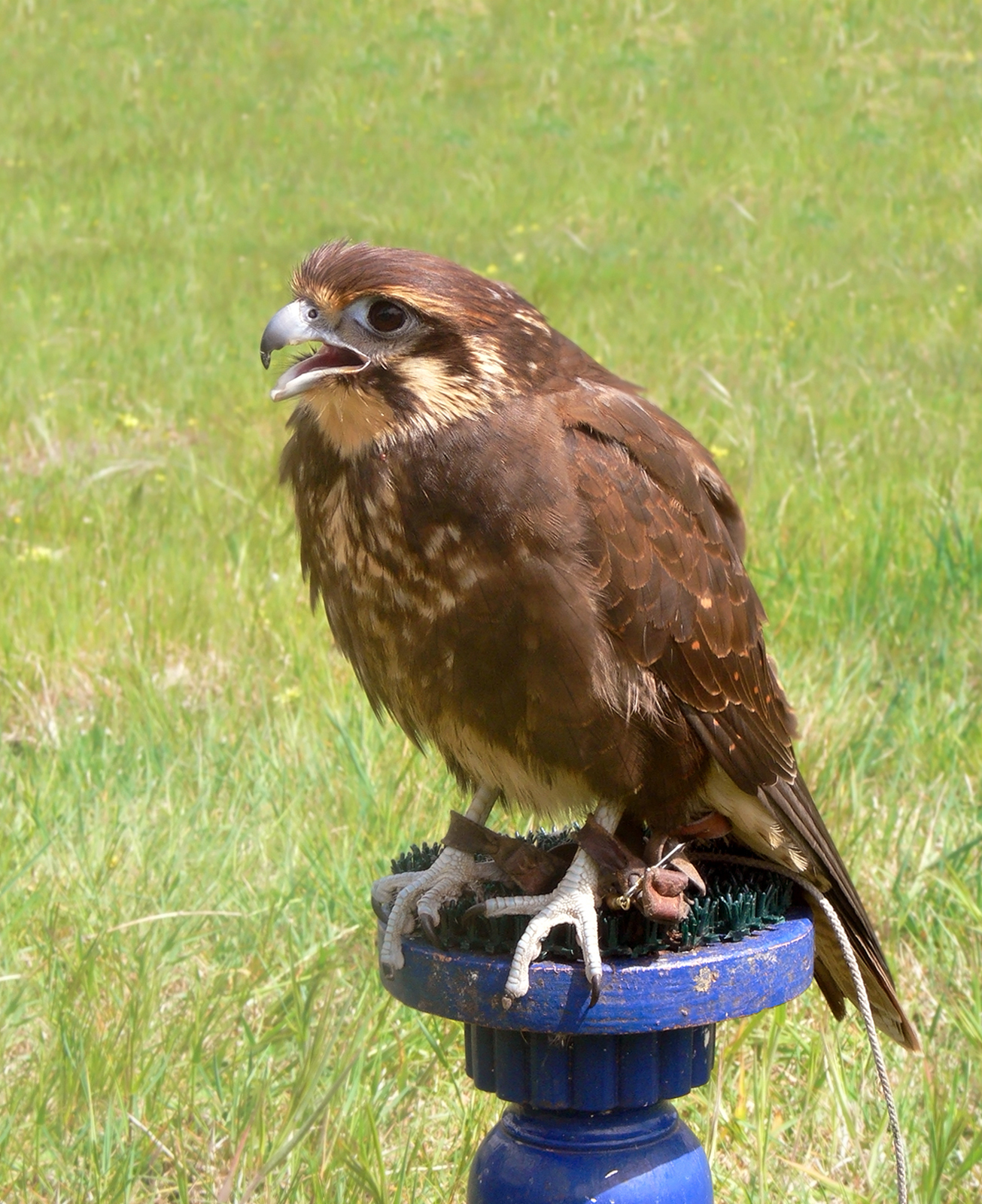
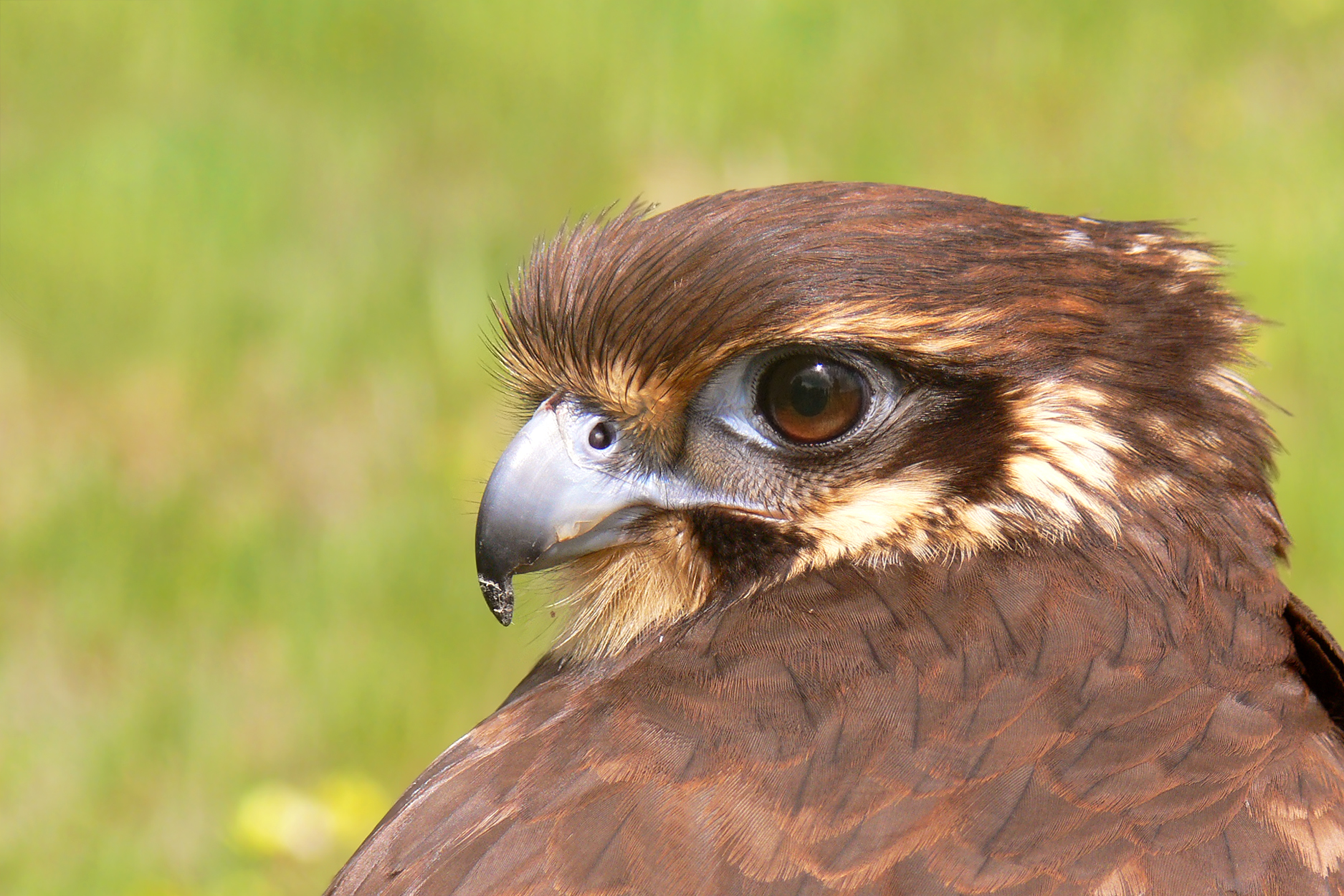
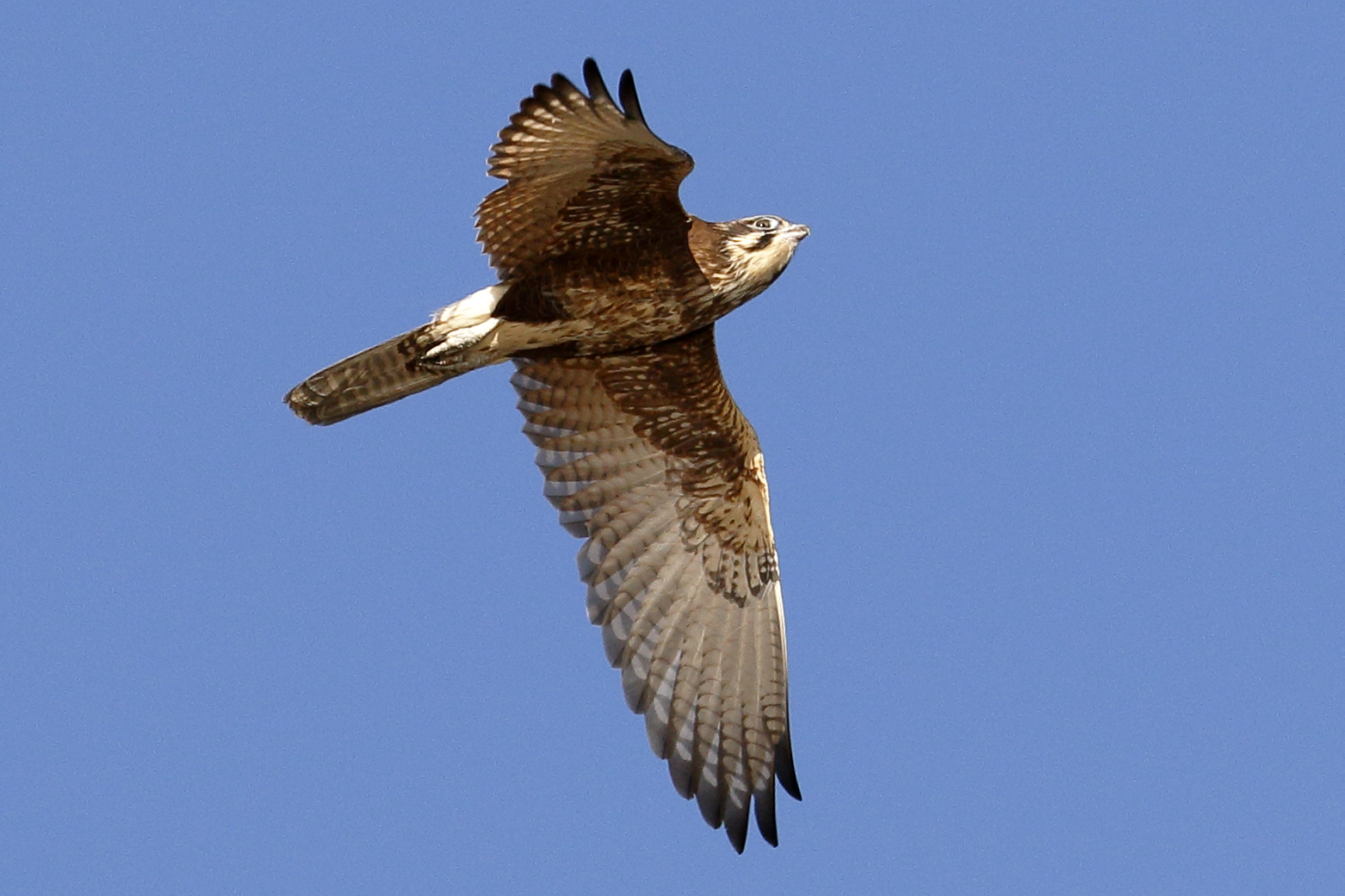